# Heteria appendiculata
Heteria appendiculata är en tvåvingeart som beskrevs av Malloch 1930. Heteria appendiculata ingår i släktet Heteria och familjen parasitflugor. Inga underarter finns listade i Catalogue of Life.